# Trelonnie Owens
Trelonnie Dewel Owens (25 ottobre 1971) è un ex cestista statunitense naturalizzato uruguaiano.

## Carriera
Con l'Uruguay ha disputato i Campionati americani del 2003.